# Hochwasser in Süddeutschland 2024
Das Hochwasser in Süddeutschland 2024 ereignete sich, nachdem ab Ende Mai 2024 eine Vb-Lage zunächst kräftigen Dauerregen in weiten Teilen Süddeutschlands, in Vorarlberg und der Deutschschweiz gebracht hatte, bevor Schauer und teils Gewitter einsetzten. Binnen vier Tagen fielen verbreitet zwischen 100 und 200, lokal auch 300 Millimeter Regen.
Gemäß Deutschem Wetterdienst waren die gemessenen Regenmengen in weiten Teilen der Region Jahrhundertniederschläge mit einer statistischen Wiederkehrzeit von teils mehr als 100 Jahren. Betroffen waren bei der ersten Welle zwischen dem 30. Mai und dem 4. Juni vor allem Bayern und Baden-Württemberg, jedoch auch Teile anderer deutscher Bundesländer, das österreichische Bundesland Vorarlberg und die Deutschschweiz. An mehreren Flüssen und Bächen kam es zu Jahrhunderthochwassern, mindestens fünfzehn bayerische Landkreise sowie die drei kreisfreien Städte Regensburg, Passau und Straubing riefen den Katastrophenfall aus. Tausende Menschen wurden vorsorglich evakuiert. Mancherorts wurden Menschen mit Booten und Hubschraubern aus ihren Wohnungen gerettet. Aufgrund des Hochwassers waren mindestens sechs Tote zu verzeichnen, mehrere Menschen werden noch vermisst.
In Folge weiterer Regenfälle am 9. und 10. Juni stieg der Pegel des Bodensees weiter, für den Untersee gab das Schweizer Bundesamt für Umwelt die höchste Gefahrenstufe 5 aus; effektiv waren viele Orte am Untersee betroffen; der Pegel lag rund 60 cm unter dem Bodenseehochwasser 1999.
Zur Bewältigung der Hochwasserlage wurden in Deutschland neben örtlichen Rettungskräften auch Feuerwehren und Wasserretter der DLRG und Wasserwacht aus anderen Regionen sowie Technisches Hilfswerk und Bundeswehr eingesetzt. So wurden alleine fünf Wasserrettungszüge der DLRG Landesverbände Nordrhein und Westfalen zur Unterstützung entsendet. Die Transport-Hilfeleistungskontingente der bayerischen Hilfsorganisationen führten Evakuierungen und später Rückführungen von Bewohnern verschiedener Seniorenheime durch. Das THW war drei Wochen lang bis zum 25. Juni mit insgesamt ca. 5.000 Helfern aus 200 Ortsverbänden im Einsatz. Neben dem Bau von Sandsackbarrieren und dem Abpumpen von Wasser aus Kellern und überfluteten Räumen half das THW u. a. beim Reinigen von ca. 5 Millionen Liter Öl-Wasser-Gemisch, das durch überflutete Heizöltanks entstanden war.
Die Schadenskosten lagen bei mehr als 4,1 Mrd. Euro, von denen nur ein Teil von Versicherungen gedeckt waren.

## Ursachen

### Meteorologie

#### Ablauf
Die Unwetterlage war von Wetterdiensten bereits im Voraus vorhergesagt und kommuniziert worden. Bereits im Vorfeld warnte der Deutsche Wetterdienst vor Überflutungen aufgrund einer Dauerregenlage mit Regenmengen bis etwa 150 mm binnen 48 Stunden, die das Tief „Orinoco“ bis 1. und 2. Juni über Süd- und Ostdeutschland bringen würde – für die Schweiz warnte MeteoSchweiz vor intensivem Regen in einigen Regionen in der Ostschweiz (Gefahrenstufe 3 von 5, was 50 bis 80 mm in 24 Stunden entspricht).
Beginnend in der Nacht vom 30. auf den 31. Mai setzten zunächst einige Schauer in Süddeutschland ein, bevor von den Alpen nordwärts bis zur Donau starke und langanhaltende Niederschläge auftraten. Teilweise kam es dabei schon lokal zu Starkregen mit mehr als 10 Millimeter pro Stunde. Bis zum 1. Juni blieb dieses Regengebiet annähernd stationär, sodass in den betroffenen Gebieten sehr große Regenmengen von 50 bis 100 Millimeter auftraten. Im Bereich vom Allgäu bis nach Augsburg wurden in dieser Zeit verbreitet sogar 100 bis 150 Millimeter gemessen.
In den folgenden Tagen kamen zur Dauerregenphase noch starke Schauerzellen und teils starke Gewitter dazu, was die Gesamtregenmenge weiter erhöhte. Am 3. Juni fielen unter anderem am Alpenrand binnen 12 Stunden noch einmal teils über 100 Millimeter. Insgesamt fielen damit großflächig zu 100 bis 200 Millimeter Regen, am Alpenrand sogar lokal bis 300 Millimeter, sodass binnen vier Tagen etwa doppelt so viel Regen fiel wie sonst in einem ganzen Monat. Insgesamt verzeichnete der DWD in großen Teilen des betroffenen Gebietes Jahrhundertniederschläge mit einer statistischen Wiederkehrzeit von teils mehr als 100 Jahren. Beispielsweise lagen die Niederschlagsmengen zwischen Schwaben und dem Donaumoos bei Werten, die statistisch seltener als einmal pro Jahrhundert auftreten.

#### Hintergründe
Ursächlich für diese hohen Niederschlagsmengen war die Art des Tiefs, eine sogenannte Vb-Lage, bei der das Tief nicht von Westen nach Deutschland zieht, sondern aus dem Mittelmeerraum stammt und deshalb viel feuchte Luft mit sich führt. Die typische Zugbahn solcher Tiefs führt von Norditalien bzw. dem Golf von Genua östlich an den Alpen vorbei und anschließend nach Deutschland, Tschechien oder Polen. Zudem ziehen solche Tiefs üblicherweise nur langsam, was die Regenmengen in einer Region erhöht. Bereits in der Vergangenheit hatten Vb-Tiefs wiederholt zu schweren Hochwasserlagen geführt, wie z. B. der Jahrhundertflut 2002.
Teilweise gab es binnen eines Tages mehr Niederschlag, als sonst während eines ganzen Monats erwartet wird. Mancherorts fielen mehr als 130 Millimeter Niederschlag binnen 24 Stunden. Im schwäbischen Sigmarszell regnete es in 48 Stunden 160 Millimeter und in Kaisersbach in Baden-Württemberg wurde ein Spitzenwert von 223 Millimeter innerhalb von 48 Stunden gemessen. In Bregenz in Vorarlberg gab es 148 Millimeter am Tag, das war die höchste Tagesniederschlagsmenge für den Mai dort. Während 72 Stunden sind am zentralen und östlichen Alpennordhang in der Deutschschweiz 70 bis 110 mm Niederschlag gefallen, die Schneefallgrenze war bei 2600 Meter.
Im donaunahen Alpenvorland zwischen Iller und Isar traten in kleineren Einzugsgebiete Hochwasser mit Jährlichkeiten von teils deutlich über 100 Jahren auf, die weit über bisher gemessenen Hochwasserereignissen lagen. Auch bei den Bodenseezuflüssen in Oberschwaben und den Neckarzuflüssen nördlich der Schwäbischen Alb traten Hochwasser mit Wiederkehrzeiten bis zum 100-jährlichen Hochwasser auf. In der Donau wurde ein 10- bis 50-jähriges Hochwasser festgestellt, was an den relativ betrachtet geringeren Niederschlägen in den alpinen Einzugsgebieten von Iller, Lech und Isar lag, die teilweise auch als Schnee fielen.
Verschärfend wirkten sich die im Juni 2024 nach dem vorangegangenen feuchten Mai bereits wassergesättigten Böden aus. Zwei Wochen vorher kam es zum Beispiel beim Hochwasser in Südwestdeutschland zu schweren Überschwemmungen im Saarland, in Rheinland-Pfalz und im nordwestlichen Baden-Württemberg. Im Mai hatte es 30 Prozent mehr Niederschlag als im Durchschnitt gegeben, sodass Böden und Flüsse nur noch wenig Wasser aufnehmen konnten.
Am 6. Juni gab der Deutsche Wetterdienst erneut Unwetterwarnungen der Stufe drei für manche vom Hochwasser betroffenen Teile Südbayerns aus.

### Rolle des Klimawandels
Als Folge der menschengemachten globalen Erwärmung treten Extremwetterereignisse häufiger auf und werden intensiver. Auch halten solche Wetterlagen länger an, was regional ebenfalls die Niederschlagsmenge erhöht. Klimatrends zeigen zudem, dass Vb-Lagen in den letzten Jahrzehnten wesentlich häufiger wurden. Zudem führt die Erderwärmung dazu, dass die Luft mehr Feuchtigkeit aufnehmen kann, was zu mehr Niederschlag führt. Pro Grad Erwärmung kann die Luft sieben Prozent mehr Wasserdampf aufnehmen. Ebenso führen höhere Wassertemperaturen zu höheren Verdunstungsraten, womit mehr feuchtigkeitsgesättigte Luft zur Verfügung steht. Zum Zeitpunkt des Hochwassers war das Mittelmeer etwa 2 °C wärmer als im langjährigen Mittel zu dieser Zeit des Jahres.
Eine Schnellanalyse von Attributionsforschern des Forschungskonsortiums Climameter kam zu dem Ergebnis, dass durch den menschengemachten Klimawandel der Niederschlag, der das Hochwasser auslöste, um bis zu 10 % oder 2 mm pro Tag höher war, als das in einer Welt ohne diesen der Fall gewesen wäre. Andere Faktoren wie El Niño oder weitere natürliche Klimaphänomene verstärkten die Niederschläge hingegen nicht. Die Studie hielt zudem fest, dass schon kleine Erhöhungen der Regenmenge die Auswirkungen unverhältnismäßig verschlimmern können. Eine weitere Attributionsstudie des Deutschen Wetterdienstes kam zu einem ähnlichen Ergebnis und stellte zudem eine durch den Klimawandel deutlich erhöhte Wiedereintrittswahrscheinlichkeit gegenüber früheren Jahrzehnten fest. Demnach hat sich durch den Klimawandel die Wiederkehrzeit bereits um Faktor 1,4 erhöht und wird bei einer weiteren Erderwärmung um 0,8 °C auf dann 2 °C noch einmal um Faktor 1,2 zunehmen. Auch erhöhte sich die Intensität um 3 %.

## Folgen

Landkreise, die den Katastrophenfall ausriefen

### Deutschland
Das Hochwasser verursachte verbreitet Überflutungen, auch von bewohntem Gebiet. Betroffen waren vor allem die Bundesländer Bayern und Baden-Württemberg. Es kam zu einzelnen Schlammlawinen, unter anderem ein Autobahnabschnitt in Hessen (A 7 Bad Hersfeld-West und Homberg/Efze) sowie Straßensperrungen in Bayern (A 3 Parsberg und Beratzhausen, A 9 Ingolstadt-Süd und Langenbruck sowie A 8 Höhe München/Sulzemoos). Teilweise war der Zugverkehr unterbrochen, da zahlreiche Strecken des Regional- wie Fernverkehrs nicht mehr befahrbar waren, darunter die Fernverkehrsstrecke Stuttgart–München, die Strecke Würzburg–Nürnberg und die Strecke München–Memmingen–Lindau.
Die bayerische Staatsregierung bezifferte die Kosten des Hochwassers in Süddeutschland mit über 4,1 Mrd. Euro (Stand Juni 2025).  Erste vorläufige Schätzungen von Versicherungsunternehmen gingen Anfang Juni 2024 von versicherten Schäden in Höhe von ca. 2 Mrd. Euro aus. Hierbei ist zu berücksichtigen, dass in Bayern, wo der Großteil der Schäden auftrat, 2024 nur 47 % der Bewohner eine Elementarschadensversicherung abgeschlossen haben. In Baden-Württemberg liegt die Elementarversicherungsquote bedingt durch die dort in der Vergangenheit geltende Versicherungspflicht bei 94 %. Aon schätzte den versicherten Schaden Mitte Juni 2024 auf 2,3 bis 2,8 Milliarden Euro, Moodys auf ca. 3 Mrd. Euro.

#### Bayern

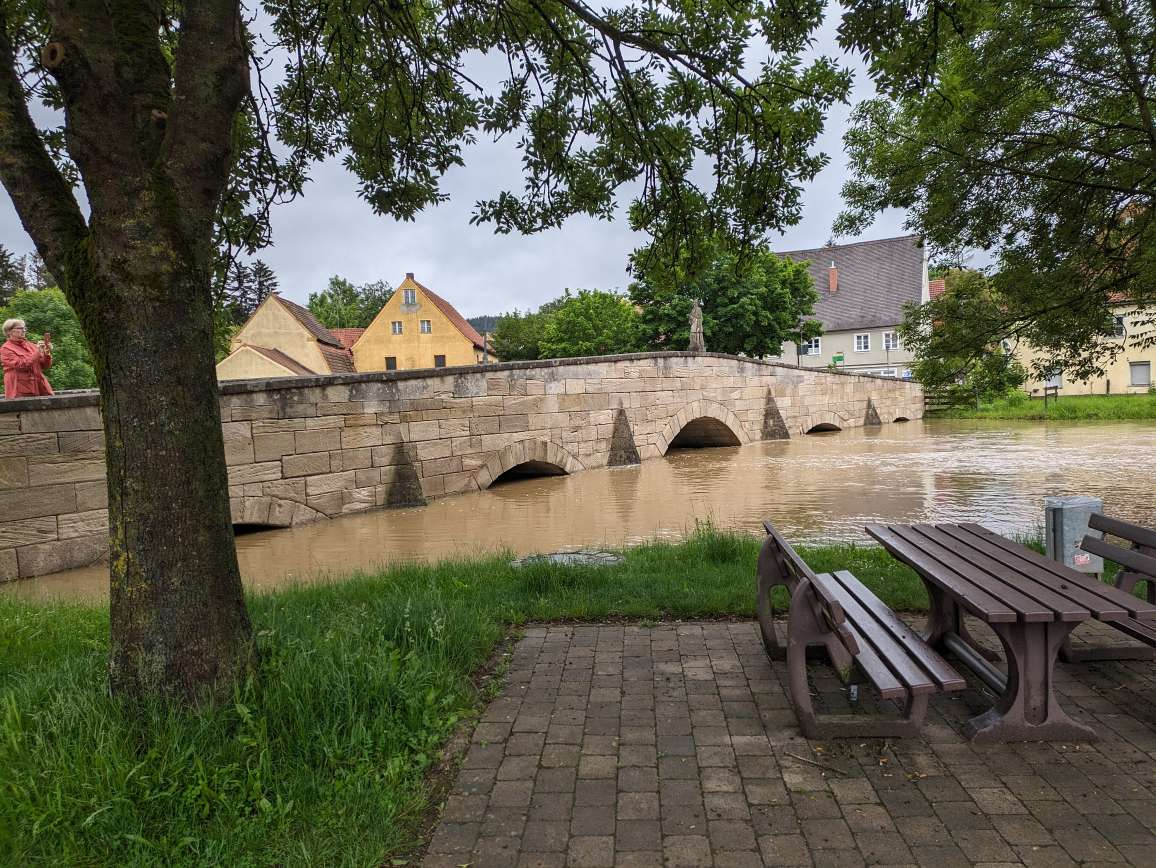
Hochwasser der Rezat in Pleinfeld

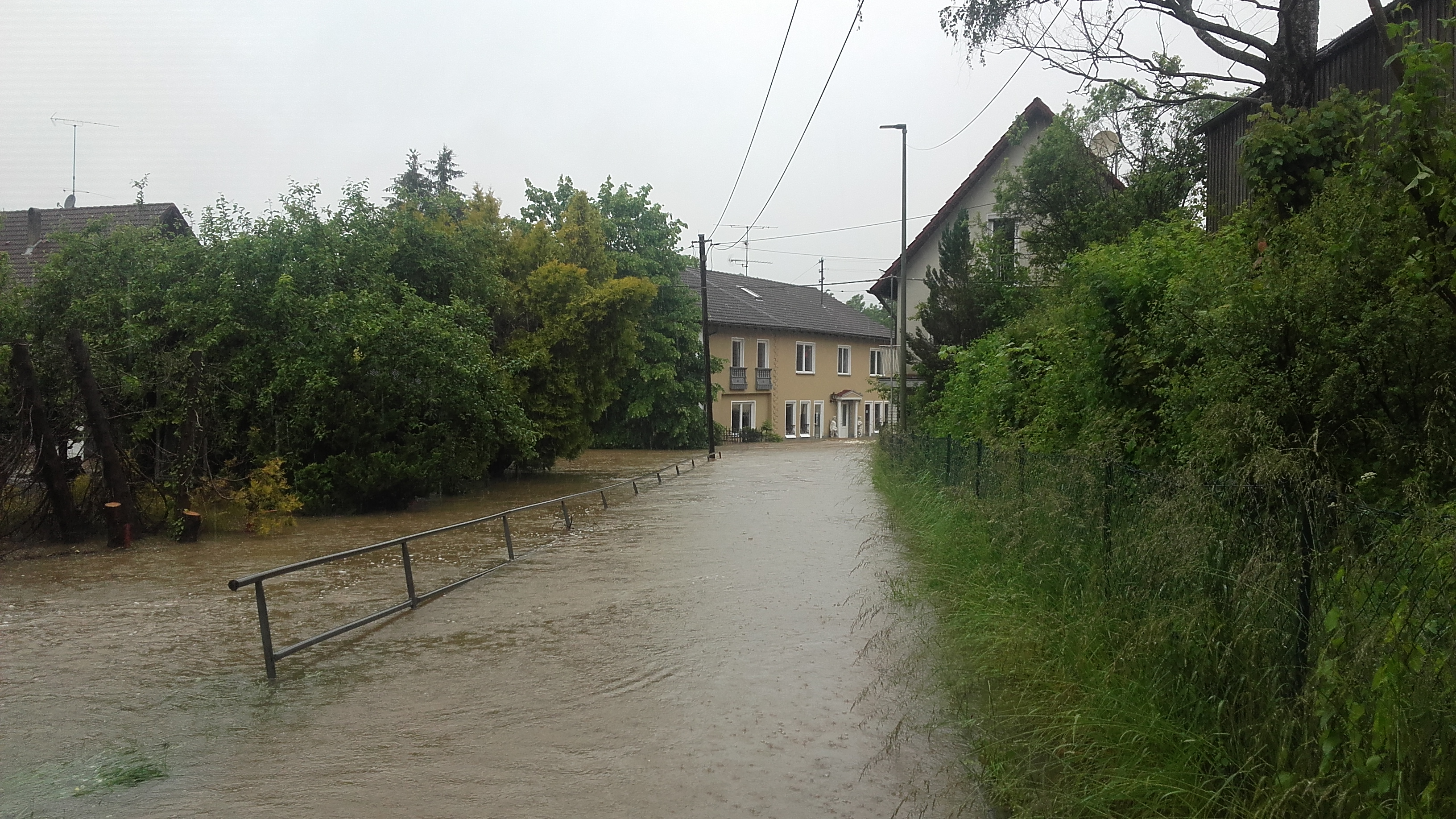
Überflutete Straße in Fischach

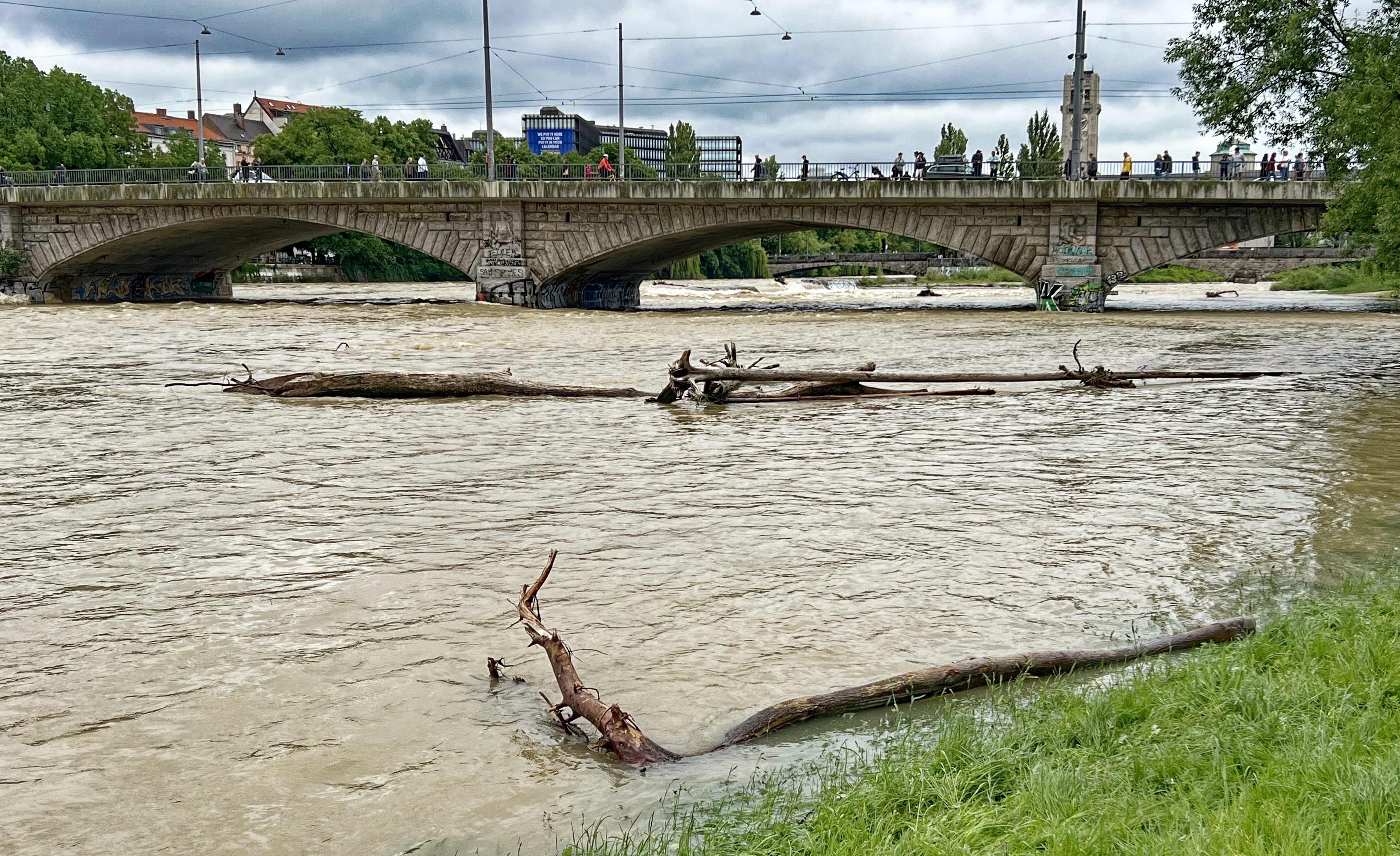
Hochwasser der Isar in München, nahe dem Deutschen Museum (2. Juni 2024)

In Bayern lag der Schwerpunkt zunächst in Schwaben. An verschiedenen Pegeln wurde die vierte und damit höchste Meldestufe erreicht, mancherorts traten hundertjährliche Hochwasser auf, also Hochwasser, die statistisch betrachtet nur einmal pro Jahrhundert vorkommen. Mehrere Dämme brachen, unter anderem bei Augsburg. Bei Reichertshofen sowie in Schrobenhausen wurde sogar ein Hochwasser der Kategorie „HQ extrem“ erreicht, eine Kategorie, die noch über dem hundertjährlichen Hochwasser liegt. Fünfzehn Landkreise und drei kreisfreie Städte riefen den Katastrophenfall aus.
Unter anderem in den Landkreisen Pfaffenhofen an der Ilm und Eichstätt kam es zu schweren Schäden, wobei neben Reichertshofen vor allem Manching und Baar-Ebenhausen schwer getroffen wurden. Genauso wurde Nordendorf stark getroffen und wurde evakuiert. Im Landkreis Pfaffenhofen brachen am 2. Juni in der Gemeinde Baar-Ebenhausen zwei Dämme an der Paar. Bewohner verschiedener Ortschaften wurden von den Behörden aufgefordert, unverzüglich das Erdgeschoss zu verlassen und in höhere Stockwerke zu flüchten. In Fischach im Landkreis Augsburg sowie in Babenhausen im Landkreis Unterallgäu wurden Menschen per Hubschrauber aus ihren Wohnungen gerettet, andernorts kamen Boote zum Einsatz. Insgesamt wurden mit Stand 2. Juni 2024 mehr als 3.000 Menschen evakuiert. Auch das Handynetz brach regional zusammen, was die Rettung erschwerte. Behörden rieten, bei Bedarf mit Laken oder Tüchern den Rettungskräften den Hilfebedarf zu signalisieren.
Nachdem zunächst vor allem Schwaben schwer getroffen wurde, wurden mit dem Abfluss des Wassers in Flüsse wie die Donau weitere Schäden flussabwärts in Niederbayern und der Oberpfalz erwartet, vor allem in Neuburg, Kelheim, Regensburg und Straubing betroffen sein werden. An einer Reihe von Messpunkten erreichte die Donau die vierte und höchste Hochwassermeldestufe. In Passau stieg der Donaupegel am 4. Juni auf etwa 10 Meter, Teile der Altstadt von Passau wurden überflutet. Viele Straßen und Plätze gerade in Alt- und Innenstadt wurden gesperrt, der öffentliche Personennahverkehr fiel teilweise aus, unter anderem in der kompletten Altstadt, auch die Schulen blieben geschlossen.
Der Pegelhöchststand an der Donau war meist am 4. Juni erreicht, wobei die Meldestufe 4 in Ingolstadt am 6. Juni unterschritten wurde. Flussabwärts war weiterhin Meldestufe 4 abzulesen. Ab dem 8. Juni wurde in Passau und auch in allen flussaufwärtigen Messstellen die Meldestufe 4 (teilweise auch Stufe 3) unterschritten. Mit Stand 10. Juni lagen die Pegel im Hochwassergebiet meist bei Meldestufe 1 oder 2, in Passau aber immer noch bei Meldestufe 3. Am 12. Juni 2024 gab Bayern den letzten Bericht für diese Hochwasserlage heraus. Zu diesem Zeitpunkt gab es vereinzelt noch Meldestufe 1, z. B. in den Bereichen Aha/Altmühl, Stegen/Amper sowie an den Seepegeln Ammersee und Starnberger See. Es wurde erwartet, dass die Pegel der Seen noch längere Zeit in diesem Bereich bleiben werden.
Bei Flintsbach am Inn rutschten bei einem Murenabgang Teile der erst von 2016 bis 2020 sanierten Burgruine Falkenstein ab. 15 Häuser mit ca. 50 Bewohnern wurden evakuiert. Insgesamt waren durch den Murenabgang, der durch einen überlaufenden Bach ausgelöst wurde, rund 40 Häuser betroffen. Das Leitzachtal im Landkreis Miesbach war nach Schäden an den beiden Hauptstraßen zeitweilig nicht mehr per Auto erreichbar. In Memmingen wurde die Bevölkerung aufgerufen, ihr Wasser für einige Tage abzukochen, nachdem Keime im Leitungswasser gefunden wurden. Besonders aufwändig erwies sich bei den Aufräumarbeiten die Beseitigung des in vollgelaufenen Kellern vorgefundenen Gemischs von Heizöl und Wasser. Beispielsweise pumpte alleine im Raum Augsburg eine Ölwehr-Spezialeinheit der Feuerwehr aus dem Landkreis Cham rund 700.000 Liter ölverseuchtes Wasser aus mehr als 140 überfluteten Kellern. Dabei wurden dann 170.000 Liter Öl herausgefiltert, die anschließend entsorgt werden mussten.
Mehr als 3000 landwirtschaftliche Betriebe in Bayern erlitten Schäden durch das Hochwasser, mehr als 50 davon mussten evakuiert werden. Zudem wurden mehr als 55.000 Hektar Felder und Wiesen überflutet. Durch die überschwemmten Flächen werden schwere Ernteeinbußen bis zum Totalverlust befürchtet. Hinzu kommen die Gefahren durch Schadstoffeintrag in die Felder. Auch der Bahnverkehr war stark beeinträchtigt. Es gab auch in der Woche vom 3.–9. Juni noch zahlreiche Verspätungen und Zugausfälle. Die Strecke zwischen Nürnberg und Würzburg musste wegen einer Unterspülung der Gleise gesperrt werden. Auf der Strecke von München über Memmingen Richtung Lindau gab es einen Erdrutsch. Auch diese Strecke musste gesperrt werden. Die Bahn stellte einen Busersatzverkehr zur Verfügung.
Bis zum 6. Juni waren rund 60.000 Rettungskräfte in Bayern im Hochwassereinsatz. Zur Unterstützung der Einheiten vor Ort wurden auch überörtliche Kräfte mobilisiert. Unter anderem rückten Feuerwehreinheiten und Helfer des Bayerischen Roten Kreuzes aus Unterfranken in das Katastrophengebiet aus. In mindestens 40 Schulen aus acht Landkreisen wurde der Schulunterricht am 3. Juni abgesagt.
Ein Feuerwehrmann starb bei dem Versuch, eine Familie zu retten, als sein Boot kenterte. Ein weiterer Feuerwehrmann wird vermisst. Insgesamt gab es mit Stand 5. Juni mindestens vier Tote in Bayern, mehrere Menschen wurden zu dem Zeitpunkt noch vermisst. Zudem erlitt ein Arbeiter einen lebensgefährlichen Stromschlag.

#### Baden-Württemberg

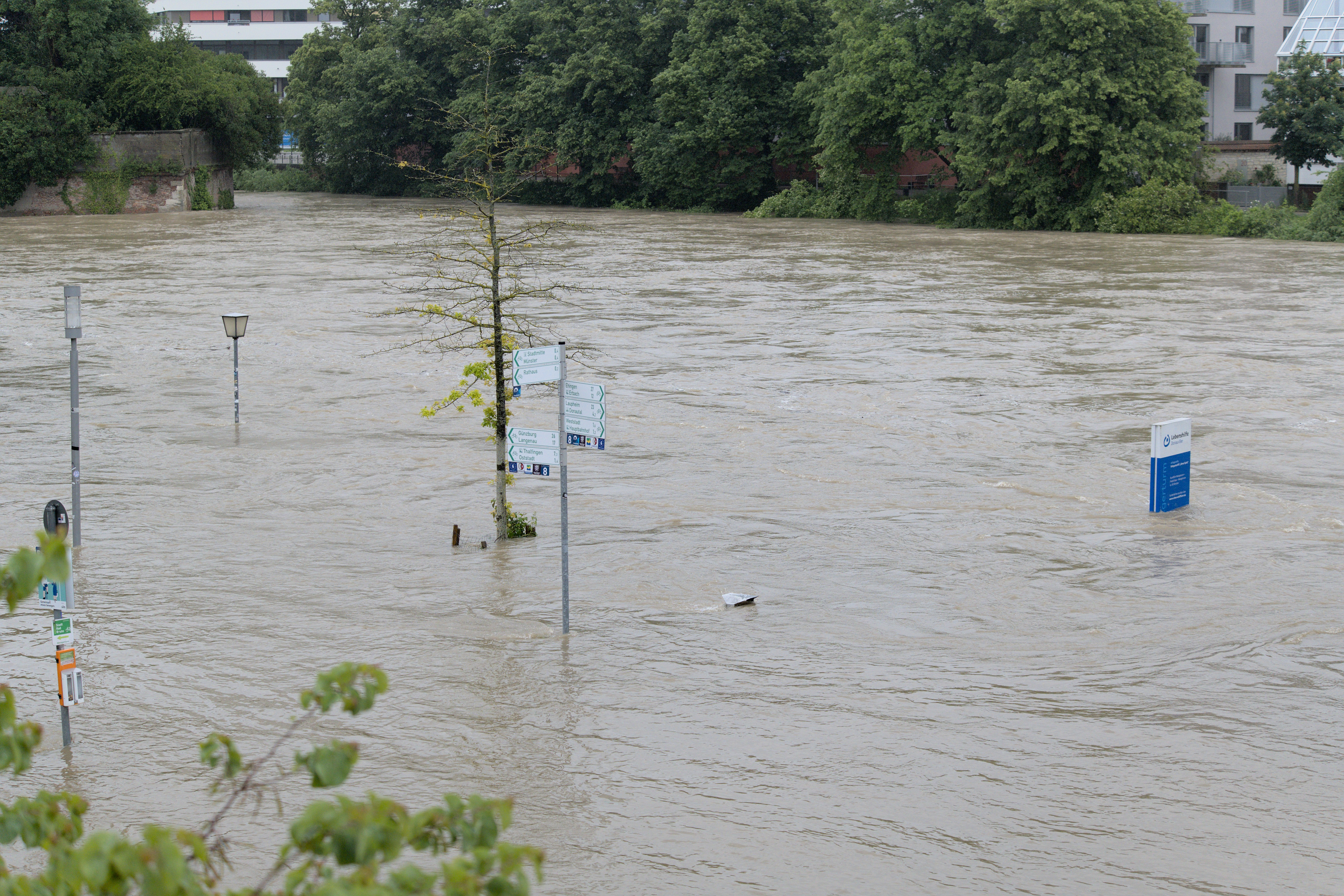
Donauhochwasser bei Ulm und Neu-Ulm (1. Juni 2024)

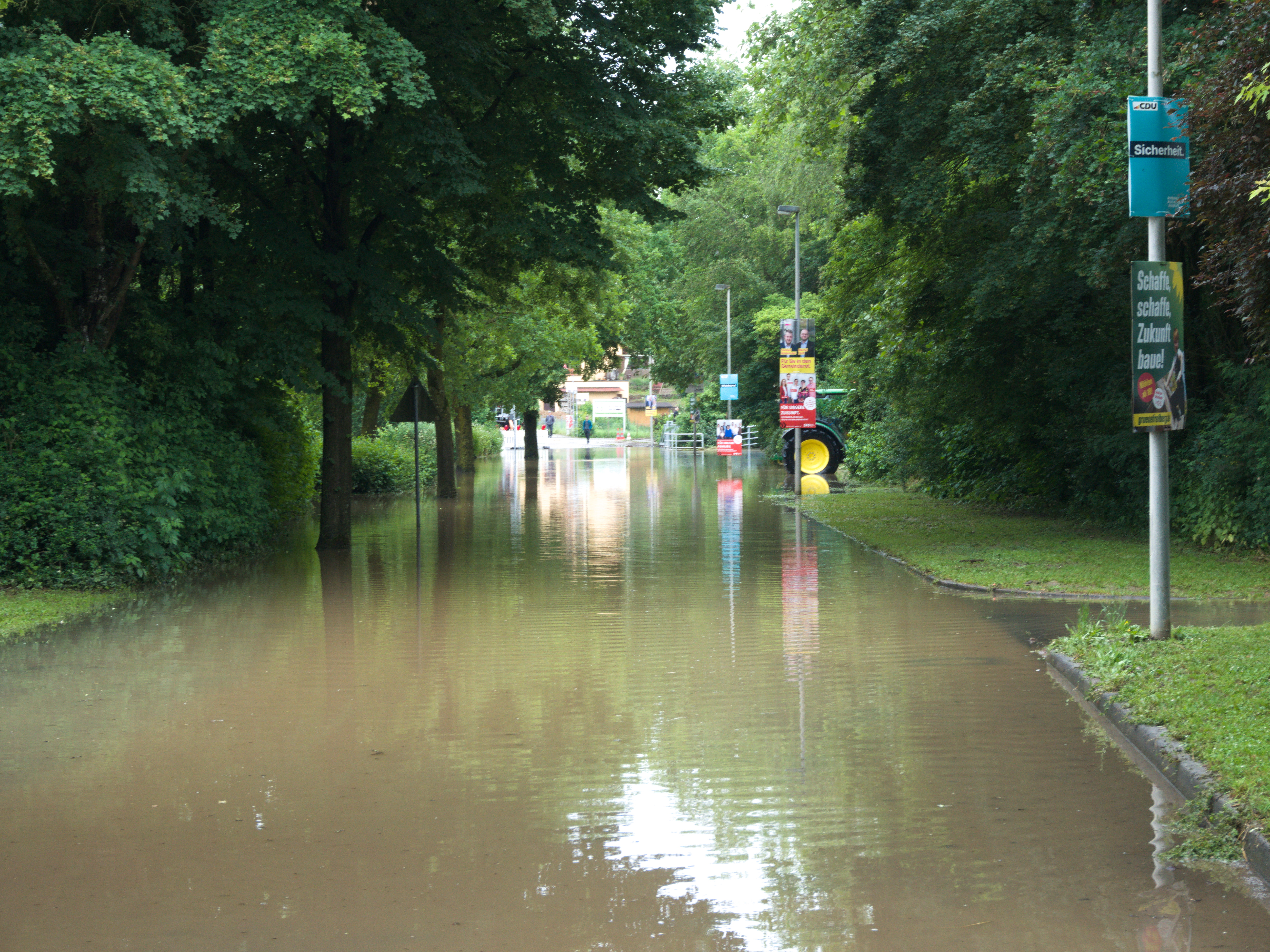
Hochwasser in Freiberg-Geisingen (3. Juni 2024)

In Baden-Württemberg setzte nach einem bereits nassen Jahresbeginn am 30. Mai flächendeckend Regen im südöstlichen Teil des Bundeslandes ein. Am 31. Mai regnete es dann im Bereich Oberschwaben und entlang der Schwäbischen Alb zwischen Reutlingen und Schwäbisch Gmünd durchgehend intensiv, wobei verbreitet 50 mm, teilweise auch über 100 mm innerhalb 24 Stunden fielen. Dadurch kam es an mehreren Nebenflüssen der Donau sowie im Filstal schnell zu stark steigenden Pegelständen. Erster Hochwasserschwerpunkt lag an den Gewässern Oberschwabens, wo die Schussen bei Gebertshaus am 1. Juni abends einen Höchststand von 4,87 Metern erreichte. Dies lag 37 Zentimeter über dem bisherigen Höchststand (erreicht 2021) und zwei Zentimeter über einem errechneten 100-jährlichen Hochwasser. 1.300 Einwohner der Gemeinde Meckenbeuren wurden bereits am 31. Mai gebeten, die Häuser zu verlassen. Ein weiterer Schwerpunkt der Ereignisse befand sich in Ochsenhausen bei Biberach an der Riß, wo der Fluss Rottum Teile der Innenstadt flutete.
Im Landkreis Göppingen, der durch die Fils durchflossen wird, wurden hunderte Einsatzkräfte von Feuerwehr und Technischem Hilfswerk eingesetzt, unter anderem um Sandsackbarrieren an besonders betroffenen Punkten zu errichten. Viele Straßen mussten ab dem 1. Juni aufgrund von Überflutungen und Erdrutschen gesperrt werden. Besonders angespannt präsentierte sich die Lage im oberen Filstal zwischen Wiesensteig und Geislingen an der Steige. In Salach wurde mit ca. 190 m³/s die höchste Abflussmenge der Fils seit Installation des Pegels gemessen. Dies entsprach fast einem 100-jährlichen Hochwasser. In Göppingen musste das Krankenhaus Christophsbad mit Sandsäcken geschützt werden.
Im Alb-Donau-Kreis musste im Verlaufe des 2. Juni das Umspannwerk Dellmensingen, das rund 40.000 Haushalte zwischen Ulm, Ehingen und Achstetten mit Strom versorgt und zudem als Verteil-Umspannwerk eine Schlüsselrolle in der gesamten Region Oberschwaben innehat, vor der Überflutung geschützt werden. Zur Sicherheit mussten Notstromaggregate des THW aus Ehingen, Blaubeuren und Biberach in Erbach bereitgestellt werden, um im Notfall die Pumpen der Wasserversorgung für Ringingen und das Stadtgebiet Erbach in Betrieb zu halten.
Ab dem Nachmittag des 2. Juni kam es nach leichter Entspannung zu erneuten, lokalen Starkregenereignissen, dieses Mal konvektiver Natur. Dabei wurden in Eislingen/Fils innert drei Stunden 41 mm, in Uhingen rund 45 mm und in Ebersbach rund 45 mm zusätzlich gemessen. Im Landkreis Göppingen, führte dies aufgrund der bereits durchnässten Böden umgehend zu lokal begrenzten schweren Überflutungen. In Donzdorf füllte sich der Simonsbach-Stausee mit seinen rund 84.000 m³ Volumen seit dem Bau 1983 erstmalig komplett. Zur Verhinderung von Schäden wurde zwischen dem Stausee und der Lauter mit Sandsäcken und Hochwasserelementen der reguläre Notüberlauf vorbereitet. In Gingen stieg der Marrbach deutlich an. Mehrere Objekte mussten durch Sandsäcke geschützt werden. In Göppingen trat in der Nacht die Fils auf Höhe der Jahnstraße über die Ufer.
Stark getroffen wurde Ebersbach an der Fils. Die Sulpach wurde durch den örtlichen Starkregen zu einem reißenden Fluss. Das Wasser stieg derart schnell, dass die örtliche Feuerwehr betroffene Anwohner nicht mehr rechtzeitig evakuieren konnte. Unter Zuhilfenahme von Strömungsrettern der Feuerwehr Stuttgart konnten über zehn Personen aus dem überschwemmten Bereich gerettet werden. Durch anströmendes Wasser wurde die auch die Bundesstraße 10 überflutet, sodass Teile einer dortigen Lärmschutzwand einbrachen. In den sozialen Medien verbreitete sich ein Video, welches den Moment des Bruchs zeigt. Die Bundesstraße musste daraufhin bis zum 4. Juni gesperrt werden. Der Landkreis Göppingen erklärte in der Folge in der Nacht zum Montag die außergewöhnliche Einsatzlage (AEL), sodass Katastrophenschutzeinheiten aus dem Landkreis und von außerhalb angefordert werden konnten. Einige Straßenbereiche der Stadt Ebersbach wurden bis zu drei Meter überflutet. Eine überörtliche Unterstützung aus dem Landkreis Göppingen und den Nachbargemeinden des Landkreises Esslingen war die gesamte Nacht im Einsatz. Trotz der massiven Überflutungen kam es zu keinen Personenschäden, jedoch wurden Schafe durch die Sulpach mitgerissen.
Am 3. Juni 2024 waren in Baden-Württemberg insbesondere der Ostalbkreis und der Rems-Murr-Kreis betroffen. In Rudersberg (Rems-Murr-Kreis) gab es nach einem extremen Gewitter mit lokalen Regensummen von bis zu 150 L/m² in nur drei Stunden eine über fünf Meter hohe Flutwelle, die innerhalb von Minuten für mehrere Stunden durch das gesamte Wieslauftal rollte und dabei schwerste Schäden anrichtete. Alleine im Rems-Murr-Kreis wurden zwischen 5.000 und 10.000 Menschen evakuiert. In Schorndorf (Rems-Murr-Kreis) wurden bei Aufräumarbeiten im Keller eines Hauses zwei Tote geborgen. Zwischen Schorndorf und Welzheim wurde die Eisenbahninfrastruktur der Wieslauftalbahn schwer beschädigt. Ebenfalls in Rudersberg gab es in der Folge auch Einschränkungen bei der Trinkwasserversorgung. Die Gesamtschäden allein in der Gemeinde Rudersberg wurden von dieser auf über 120 Millionen Euro geschätzt.
In manchen Bereichen Baden-Württembergs war der Bahnverkehr auch am 3. Juni 2024 weiter eingeschränkt und es fielen Züge aus.

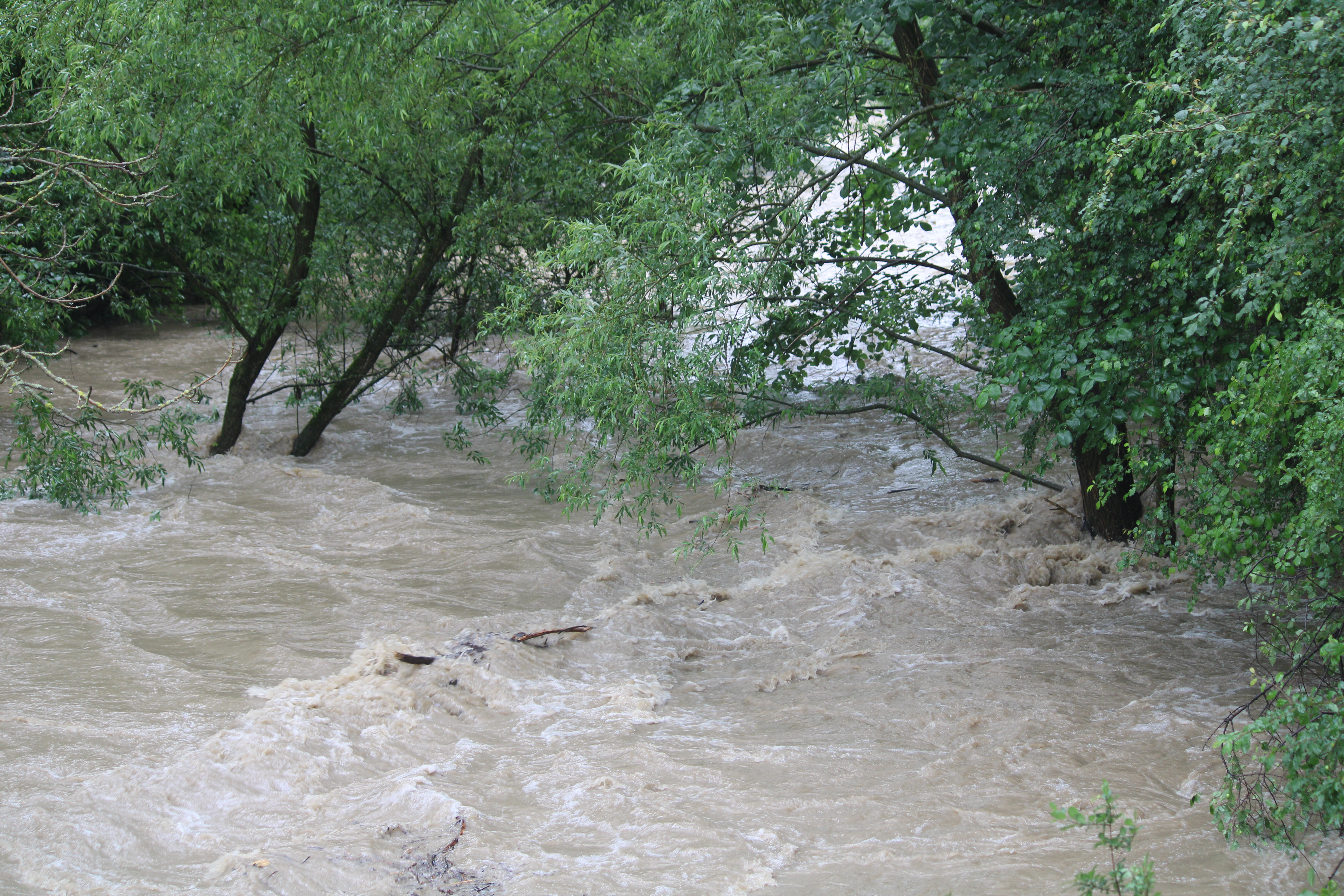
Fils bei Salach am 1. Juni

In der Nacht zum 10. Juni stieg der Bodensee am Pegel Konstanz auf über 5 Meter. Teilweise musste die Kursschifffahrt eingestellt werden, da z. B. die Durchfahrtshöhe der Rheinbrücke Konstanz nicht mehr ausreichte. Zudem wurden Uferwege gesperrt. Die Fährbetriebe konnten mit Mitführung von Zusatzlasten aufrechterhalten werden. Der vorläufige Scheitelpunkt des Hochwassers am Bodensee wurde am 11. Juni mit 509 cm erreicht. Es handelte sich um den höchsten Wasserstand seit 2016 und statistisch um ein knapp zehnjährliches Hochwasser. Der Pegel sank jedoch und lag am Mittag des 17. Juni am Pegel Konstanz bei 4,89 m.

#### Hessen
In Hessen kam es vereinzelt zu Hochwasser und Überflutungen, allerdings deutlich weniger als in Bayern und Baden-Württemberg. Die Wasserstände von Rhein, Main und Neckar waren überhöht; bei Worms überschritt der Rhein am 2. Juni die Meldestufe 1 sowie am 4. Juni Stufe 3. In Wiesbaden wurden eine Hochwasserschutzwand errichtet, eine Pumpe aufgestellt und Menschen dazu aufgerufen, die Parkplätze in Rheinnähe zu meiden.
Beim abgeschalteten Kernkraftwerk Biblis wurde der Bereich überschwemmt, auf dem früher die Kühltürme des Blocks A standen.
Laut Angaben des Hessischen Bauernverbands wurden mehr als 1000 ha Anbaufläche im hessischen Ried überflutet. Die Schäden beliefen sich auf ca. 5 Millionen Euro.

#### Diskussion um Pflichtversicherung
Der hessische Ministerpräsident Boris Rhein (CDU) in seiner Eigenschaft als Vorsitzender der Ministerpräsidentenkonferenz hat die Bundesregierung aufgefordert, eine Versicherungspflicht gegen Elementarschäden einzuführen.
Hintergrund dieser Forderung waren das Hochwasser in Süddeutschland, das Hochwasser in Südwestdeutschland um Pfingsten 2024 und das verheerende Hochwasser im Ahrtal 2021, das Schäden in einer Größenordnung von 30 Milliarden Euro verursachte.
Die Versicherungsverband GDV plädiert für ein Gesamtkonzept aus Prävention, Klimafolgenanpassung und Versicherung. Eine singuläre Pflichtversicherung löst nach Ansicht der Versicherungswirtschaft das Problem nicht. Schäden könnten allein durch eine Pflichtversicherung nicht verhindert werden.
Am 20. Juni 2024 beabsichtigen der Bundeskanzler und die Länder, sich über eine Pflichtversicherung für Elementarschäden zu beraten. Boris Rhein sagte am 5. Juni, er wolle die Forderung dort „wieder auf den Tisch legen und Bewegung vom Bund einfordern“.

### Österreich
An der Leiblach bei Hörbranz in Vorarlberg gab es ein 300-jährliches Hochwasser; die Rheinvorländer wurden aus Sicherheitsgründen gesperrt. Teile der benachbarten bayrischen Stadt Lindau waren ebenfalls betroffen.

### Schweiz

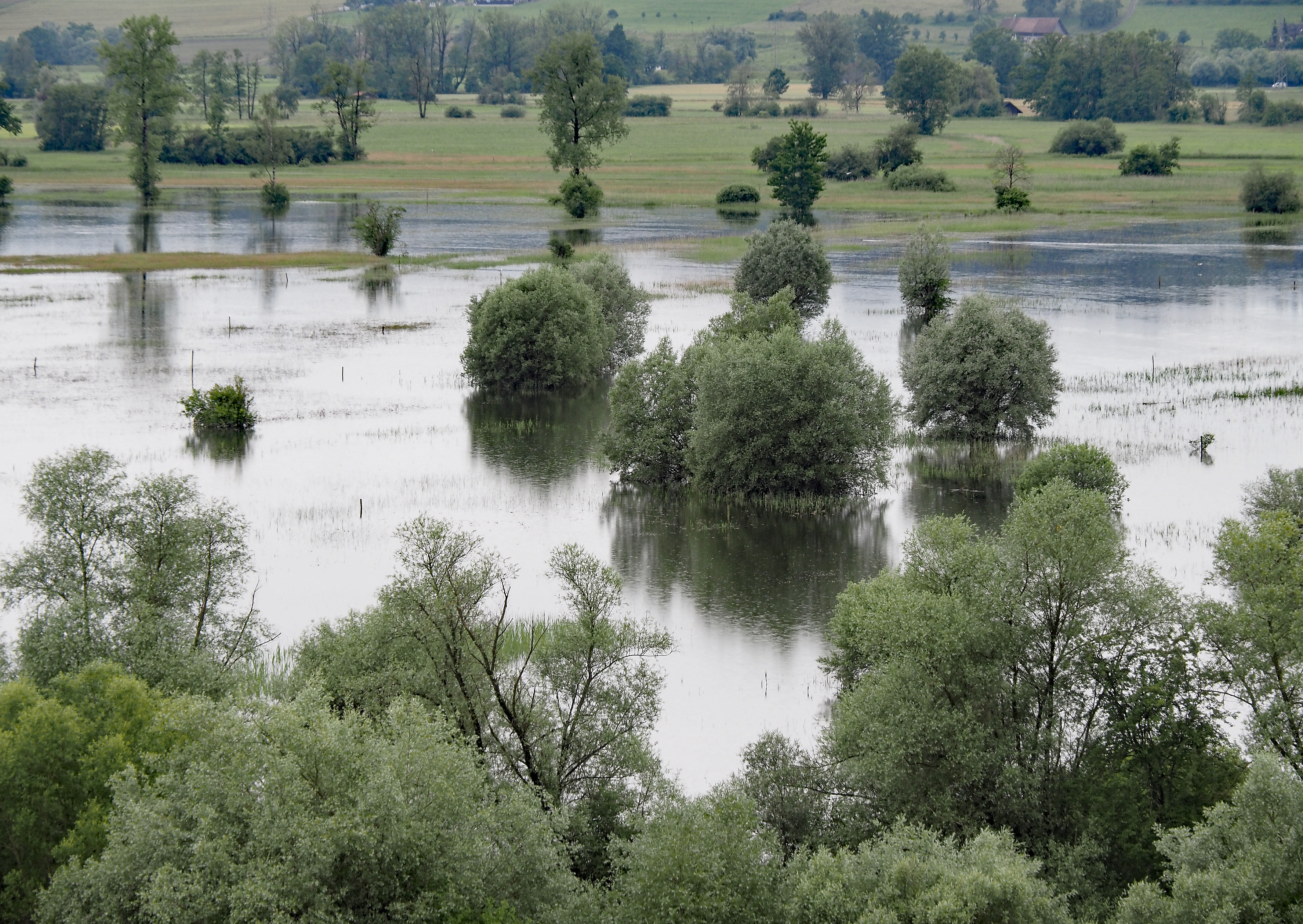
Überschwemmung der Maschwander Allmend im Kanton Zug

Ebenfalls betroffen war die Schweiz: Starke Regenfälle vor allem am Samstag, den 1. Juni und am Montag, den 3. Juni führten u. a. dazu, dass Flüsse und Seen hochstiegen; es gab Hochwasseralarm an der Sitter und der Goldach in der Ostschweiz, am Bodensee und am Hochrhein galt Gefahrenstufe 3 (erhebliche Gefahr), am Untersee am 4. Juni Gefahrenstufe 4 (große Gefahr). Im Laufe des Monats kam es in der Schweiz nach wiederholt heftigen Niederschlägen noch zu mehreren weiteren teils schweren Überflutungen.